# Gangrena gasosa
Gangrena gasosa, Mionecrose clostrídica ou Infecção clostrídica dos tecidos é uma forma grave de gangrena (necrose tecidual) causada por uma infecção por uma bactéria que produz exotoxinas e gás, o Clostridium perfringens ou Clostridium novyi. Trata-se de uma emergência médica.

## Causa
A gangrena gasosa resulta de infecção muscular por Clostridium perfringens, espécie bacteriana que em condições anaeróbicas (sem oxigênio), produz toxinas que causam necrose do tecido e sintomas associados. Essa bactéria pode ser flora normal de intestino, só causando problema quando infecta outras regiões. A gangrena gasosa geralmente ocorre nos locais traumatizados ou em ferida cirúrgica recente, iniciando-se repentinamente e tem caráter grave. Pessoas com diabetes mellitus, aterosclerose ou câncer do cólon são mais vulneráveis a desenvolver essa infecção.

## Sinais e sintomas
A inflamação começa apresentando um inchaço tecidual no local da infecção, extremamente doloroso, de cor pálida passando para um vermelho-acastanhado. Pressionando-se a área inchada, pode-se sentir uma sensação crepitante, revelando a presença do gás no tecido. As beiradas da área infectada expandem-se em poucos minutos, de forma tão rápida que as alterações são visíveis. O tecido afetado fica completamente destruído. 
As espécies de Clostridium produzem diversos tipos de toxinas, quatro das quais (alfa, beta, ípsilon e jota) são fatais. Causam também necrose tecidual, destruição dos glóbulos vermelhos do sangue (hemólise), diminuição da circulação local (vasoconstrição) e infiltração nos vasos sangüíneos (aumento da permeabilidade vascular). Essas toxinas são responsáveis tanto pelo destruição dos tecidos locais, como pela sintomatologia sistêmica (sintomas gerais). 
Os sintomas sistêmicos se manifestam desde o início da infecção e consistem em sudorese, febre e ansiedade. Se o paciente não receber tratamento, manifestam-se: choque, síndrome caracteriza por queda da pressão sangüínea (hipotensão), insuficiência renal, coma e por fim, óbito.

## Tratamento
A gangrena gasosa pode ser tratada através de desbridamento cirúrgico, em que se retira todo tecido necrosado e pode envolver amputação, acompanhados de antibióticos intravenosos como penicilina e analgésicos fortes. Pode-se complementar com oxigenoterapia hiperbárica para inibir o crescimento das bactérias patológicas.